# Depressives Syndrom
Als Depressives Syndrom wird eine Ansammlung von Symptomen bezeichnet, die typisch für eine Depression sind. Kernsymptome depressiver Syndrome sind depressive Stimmung, Verlust von Interesse und Freude und erhöhte Ermüdbarkeit. 
Weitere häufige Symptome sind Konzentrations- und Aufmerksamkeitsdefizite, ein vermindertes Selbstwertgefühl und Selbstvertrauen, Schuldgefühle und Gefühle von Wertlosigkeit, negative und pessimistische Zukunftsperspektiven, psychomotorische Unruhe oder Gehemmtheit, Suizidgedanken, erfolgte Selbstverletzungen oder Suizidhandlungen, Schlafstörungen, verminderter Appetit.
Von einer depressiven Episode spricht man, wenn ein depressives Syndrom über mindestens zwei Wochen besteht.

## Abgrenzung zur Depression
Der Begriff „Depressives Syndrom“ wird nicht immer klar von der Depression  abgegrenzt. Teilweise werden die Begriffe synonym verwendet; teilweise als Oberbegriff verschiedener Formen von Depressionen, wenn man keine Aussagen über die Ursache oder den Schweregrad machen kann oder will. 
Depressive Syndrome kommen bei vielen psychiatrischen Erkrankungen wie beispielsweise bei Zwangsstörungen, Angststörungen, Alkoholismus, in Verbindung mit sogenannten Persönlichkeitsstörungen oder bei Psychosen wie der Schizophrenie vor. Bei einigen neurologischen und internistischen Erkrankungen werden diese ebenso diagnostiziert wie als Nebenwirkungen einiger Arzneimittel.